# Nazionale femminile di calcio dell'Estonia
La nazionale di calcio femminile dell'Estonia  è la squadra nazionale di calcio femminile dell'Estonia. È posta sotto l'egida della Federazione calcistica dell'Estonia (EJL).
Come membro dell'UEFA partecipa a vari tornei di calcio internazionali, come al Campionato mondiale FIFA e al Campionato europeo UEFA. Al 24 giugno 2016 occupa l'83ª posizione nel Ranking FIFA.

## Partecipazioni al Campionato mondiale
- 1991: non ha partecipato (era parte dell'Unione Sovietica)
- 1995: non ha partecipato
- 1999: non qualificata
- 2003: non qualificata
- 2007: non qualificata
- 2011: non qualificata
- 2015: non qualificata
- 2019: non qualificata
- 2023: non qualificata

## Partecipazioni al Campionato europeo
- 1987: non ha partecipato (era parte dell'Unione Sovietica)
- 1989: non ha partecipato (era parte dell'Unione Sovietica)
- 1991: non ha partecipato (era parte dell'Unione Sovietica)
- 1993: non ha partecipato
- 1995: non ha partecipato
- 1997: non qualificata
- 2001: non qualificata
- 2005: non qualificata
- 2009: non qualificata
- 2013: non qualificata
- 2017: non qualificata
- 2022: non qualificata
- 2025: non qualificata

## Rosa
Rosa, ruoli, numeri di maglia e statistiche delle giocatrici convocate per gli incontri amichevoli del 4 e 7 aprile 2018 contro la Turchia. I club sono quelli di appartenenza alla data dell'ultimo incontro.
| N. | Pos. | Giocatore                   | Data nascita (età) | Pres. | Reti | Squadra            |
| -- | ---- | --------------------------- | ------------------ | ----- | ---- | ------------------ |
| 1  | P    | Getriin Strigin             | 7 luglio 1996      | 11    | 0    | Flora Tallinn      |
| 2  | A    | Mari Liis Lillemäe          | 1º settembre 2000  | 4     | 0    | Suure-Jaani United |
| 3  | D    | Siret Räämet                | 31 dicembre 1999   | 7     | 0    | Flora Tallinn      |
| 4  | D    | Pille Raadik                | 12 febbraio 1987   | 61    | 0    | Åland United       |
| 5  | C    | Anastasia Dodeltseva        | 30 luglio 1997     | 1     | 0    | Levadia Tallinn    |
| 6  | C    | Grete Daut                  | 4 gennaio 2000     | 2     | 0    | Saku Sporting      |
| 7  | A    | Katrin Loo                  | 2 gennaio 1991     | 89    | 17   | Flora Tallinn      |
| 8  | D    | Maarja Saulep               | 9 maggio 1991      | 2     | 0    | Flora Tallinn      |
| 9  | A    | Signy Aarna                 | 4 ottobre 1990     | 73    | 26   | Åland United       |
| 10 | D    | Berle Brant                 | 26 settembre 1989  | 12    | 0    | Pärnu JK           |
| 11 | C    | Anett Kadastu               | 25 settembre 1997  | 1     | 0    | Tallinna Kalev     |
| 12 | P    | Mari-Ann Ploompuu           | 20 maggio 1998     | 0     | 0    | Pärnu JK           |
| 13 | A    | Kristina Bannikova          | 15 giugno 1991     | 50    | 3    | Pärnu JK           |
| 14 | A    | Lisette Tammik              | 14 ottobre 1998    | 24    | 2    | Flora Tallinn      |
| 15 | D    | Inna Zlidnis                | 18 aprile 1990     | 66    | 0    | Ferencváros        |
| 16 | C    | Kelly Rosen                 | 23 novembre 1995   | 28    | 1    | Flora Tallinn      |
| 17 | C    | Eneli Kutter                | 27 maggio 1991     | 56    | 2    | Flora Tallinn      |
| 19 | D    | Maria Orav                  | 7 aprile 1996      | 0     | 0    | Tallinna Kalev     |
| 20 | D    | Ketlin Saar                 | 2 maggio 1997      | 27    | 1    | Pärnu JK           |
| 21 | A    | Vlada Kubassova             | 23 agosto 1995     | 29    | 4    | Levadia Tallinn    |
| 22 | C    | Marie Heleen Lisette Kikkas | 17 giugno 1996     | 0     | 0    | Flora Tallinn      |
| 23 | A    | Getter Saar                 | 9 novembre 1999    | 1     | 0    | Flora Tallinn      |

## Record individuali
Statistiche aggiornate al 17 settembre 2015
| #  | Giocatrice            | Periodo   | Pres. | Reti |
| -- | --------------------- | --------- | ----- | ---- |
| 1  | Kaire Palmaru         | 2001-oggi | 89    | 9    |
| 2  | Anastassia Morkovkina | 1997-2015 | 75    | 40   |
| 3  | Kaidi Jekimova        | 2000-2014 | 68    | 9    |
| 4  | Hannaliis Jaadla      | 2005-oggi | 66    | 2    |
| 5  | Elis Meetua           | 1995-2011 | 63    | 0    |
| 5  | Heleri Saar           | 1996-2011 | 63    | 0    |
| 7  | Katrin Loo            | 2008-oggi | 60    | 14   |
| 8  | Kethy Õunpuu          | 2008-oggi | 58    | 3    |
| 9  | Signy Aarna           | 2007-oggi | 51    | 23   |
| 10 | Inna Zlidnis          | 2008-oggi | 50    | 0    |

| #  | Giocatrice            | Periodo   | Reti | Pres. | Reti/pr. |
| -- | --------------------- | --------- | ---- | ----- | -------- |
| 1  | Anastassia Morkovkina | 1997-2015 | 40   | 75    | 0,53     |
| 2  | Signy Aarna           | 2007-oggi | 23   | 51    | 0,45     |
| 3  | Ave Pajo              | 2000-2010 | 19   | 40    | 0,48     |
| 4  | Katrin Loo            | 2008-oggi | 14   | 60    | 0,23     |
| 5  | Kaidi Jekimova        | 2000-2014 | 9    | 68    | 0,13     |
| 6  | Kaire Palmaru         | 2001-oggi | 9    | 89    | 0,1      |
| 7  | Reelika Vaher         | 1994-2006 | 9    | 46    | 0,2      |
| 7  | Margarita Žernosekova | 2006-2013 | 5    | 33    | 0,15     |
| 9  | Andra Karpin          | 1994-2006 | 4    | 38    | 0,11     |
| 10 | Anželika Ahmetšina    | 2007-2008 | 3    | 11    | 0,27     |